# Rhadinothamnus anceps
Rhadinothamnus anceps är en vinruteväxtart som först beskrevs av Dc., och fick sitt nu gällande namn av Paul G. Wilson. Rhadinothamnus anceps ingår i släktet Rhadinothamnus och familjen vinruteväxter. Inga underarter finns listade i Catalogue of Life.